# Пондопуло, Глеб Константинович
Глеб Константинович Пондопуло (24 августа 1926, Краснодар — 27 октября 2020, Москва) — советский и российский культуролог, педагог, доктор философских наук, профессор. Заслуженный работник Высшей школы Российской Федерации (1999).

## Биография
Родился 24 августа 1926 года в Краснодаре в семье бухгалтера Константина Ивановича Попдопуло и его жены Татьяны Петровны. Вскоре семья переехала в Ростов-на-Дону, а затем в Москву. В начале Великой Отечественной войны отец поступил в распоряжение эвакогоспиталя в Махачкале, а в апреле 1942 года призван в звании техника-интенданта 2-го ранга в действующую армию. В октябре 1942 года попал в плен. Числился пропавшим без вести.
В ноябре 1943 года Глеб Пондопуло призван в РККА и направлен в школу артиллерийской инструментальной разведки. С ноября 1944 по май 1945 года служил в 1-м артиллерийском корпусе прорыва 122-го отдельного разведывательного артиллерийского дивизиона. Демобилизован в августе 1950 года в звании капитана.
В 1959 году по окончании философского факультета и аспирантуры Московского государственного университета зачислен на должность старшего преподавателя кафедры марксизма-ленинизма Всесоюзного государственного института кинематографии.
В 1963 году защитил диссертацию на соискание учёной степени кандидата философских наук по теме «Создание художественного образа целостной личности и развитие реализма».
В 1990-е годы заведовал кафедрой эстетики, истории и теории культуры ВГИКа.
Автор более 60 книг и статей по вопросам эстетики, истории и теории новых искусств (фотографии и кино).
Умер 27 октября 2020 года в Москве.

## Награды и звания
- 1988 — орден Отечественной войны II степени
- 1999 — заслуженный работник Высшей школы Российской Федерации